# Fráguas (Vila Nova de Paiva)
Fráguas é uma povoação portuguesa do Município de Vila Nova de Paiva que foi sede da extinta Freguesia de Fráguas, freguesia que tinha 16,63 km² de área e 217 habitantes (2011), e, por isso, uma densidade populacional de 13 hab/km².
A partir de 28 de Janeiro de 2013, Freguesia de Fráguas passou a fazer parte integrante da União de Freguesias de Vila Nova de Paiva, Alhais e Fráguas.
Fráguas integra-se no Município de Vila Nova de Paiva, no Distrito de Viseu. Antes da reorganização de 2013, além de Fráguas, o município contava com mais seis freguesias: Alhais, Pendilhe, Queiriga, Touro, Vila Cova à Coelheira e Vila Nova de Paiva, contando atualmente apenas com cinco freguesias. A nordeste de Fráguas fica o Município de Moimenta da Beira, a noroeste o de Castro Daire, a sudoeste o de Viseu, a sudeste o de Sátão e a norte o de Tarouca. Segundo a Infopédia (Porto Editora), o Município de Vila Nova de Paiva, no qual se integra, apresentava, em 2005, um total de 6 286 habitantes.
Os naturais ou habitantes de Fráguas denominam-se "fraguenses", mas também são conhecidos, com alguma ternura, por "carapucinhas".
Possui um clima tipo continental[carece de fontes?], apresentando invernos frios e verões quentes e secos. O terreno é acidentado, com zonas de maior altitude como as das serras da Nave (1016 m), do Picoto (859 m) e do Monte Alto (941 m).
Em Fráguas passa o Rio Paiva. Na zona há ainda o Rio Côvo e o Rio Mau.

## História
Fráguas foi sede de concelho. Fráguas e Barrelas foram propriedade do Mosteiro de Arouca. O concelho de Vila Cova à Coelheira foi comenda da ordem de Malta e da ordem do Hospital, que receberam as terras e a igreja das mãos de Urraca Afonso, e o concelho de Pendilhe (igreja) pertenceu ao padroado do Mosteiro de Alpendurada. Durante as reformas do liberalismo foram extintos os concelhos de Alhais, Vila Cova, Pendilhe e Fráguas que são hoje freguesias de Vila Nova de Paiva.
A 13 de Janeiro de 1898, Barrelas tornou-se sede de concelho e foi denominada de Vila Nova de Paiva. Fráguas passou a ser uma das suas 7 freguesias. Na atualidade, alguns Fraguenses, afirmando o seu orgulho na sua aldeia, manifestam-se verbalmente contra este facto.

### Cronologia
- 961 - primeira referência à terra de  Frávegas[3]
- 1128 - concessão de couto, por D. Teresa, com a denominção de Frávegas, Fábregas ou Couto de Fávreguas ou Fávregues[4]
- 1514, 16 Julho - foral que D. Manuel I com a denominção de Frágoas
- 1895 - extinção do concelho[2]
- 1898, 13 de Janeiro - restaurado concelho com o nome de Vila Nova de Paiva.[5]
- 2013, 28 de janeiro - integrada na União de Freguesias de Vila Nova de Paiva, Alhais e Fráguas.[1]

## População
| População da Freguesia de Fráguas | População da Freguesia de Fráguas | População da Freguesia de Fráguas | População da Freguesia de Fráguas | População da Freguesia de Fráguas | População da Freguesia de Fráguas | População da Freguesia de Fráguas | População da Freguesia de Fráguas | População da Freguesia de Fráguas | População da Freguesia de Fráguas | População da Freguesia de Fráguas | População da Freguesia de Fráguas | População da Freguesia de Fráguas | População da Freguesia de Fráguas | População da Freguesia de Fráguas |
| --------------------------------- | --------------------------------- | --------------------------------- | --------------------------------- | --------------------------------- | --------------------------------- | --------------------------------- | --------------------------------- | --------------------------------- | --------------------------------- | --------------------------------- | --------------------------------- | --------------------------------- | --------------------------------- | --------------------------------- |
| 1864                              | 1878                              | 1890                              | 1900                              | 1911                              | 1920                              | 1930                              | 1940                              | 1950                              | 1960                              | 1970                              | 1981                              | 1991                              | 2001                              | 2011                              |
| 463                               | 509                               | 518                               | 497                               | 513                               | 492                               | 513                               | 567                               | 627                               | 650                               | 566                               | 416                               | 294                               | 279                               | 217                               |

## História recente
Nos anos 60, Fráguas assistiu a um forte movimento de pessoas em direcção a França, em busca de melhores condições de vida, aliás tal como nas restantes freguesias do Município de Vila Nova de Paiva, com especial incidência na vizinha aldeia da Queiriga. Vivia-se em plena ditadura e as pessoas iam "a salto" para o estrangeiro, em condições muito arriscadas.
A partir desta altura as terras começaram a ser "deixadas de velho" (por cultivar). A aldeia, nesta altura, não tinha ainda electricidade. Nem água canalizada. As ruas no inverno estavam completamente enlameadas. Uma cheia destruiu a única ponte que ligava Fráguas a Vale de Cavalos. A ponte foi construída com a ajuda do povo que contribuiu com dinheiro ou dias de trabalho. Neste empreendimento destaca-se a família Amaro que dinamiza todo o processo de angariação de fundos. A mesma família, com destaque para o Professor Augusto Reis Amaro e o seu irmão Adolfo Reis Amaro, envolve-se noutros melhoramentos para a aldeia: canalização da água doméstica, electrificação, praia fluvial, entre outros.
A emigração trouxe melhor qualidade de vida aos habitantes de Fráguas. As casas começam a ser mais confortáveis. Na festa religiosa do 2º Domingo de Agosto os emigrantes mostram o seu amor à terra, contribuindo com muito dinheiro para os andores, os foguetes, a banda filarmónica, as obras da igreja paroquial, etc.
Figuras típicas, grandes pessoas, dos anos 60 e 70 deixam ainda saudade a todos aqueles que tiveram oportunidade de com eles conviverem: o Tio Abílio "Vermelho", O Tio Saúl, o Tio Toninho Malhadinhas e a sua esposa, a Tia Laurinda, etc. etc.

## Nos dias de hoje
A praia fluvial teve grandes obras. No verão está repleta de gente. As árvores plantadas pelo Professor Augusto Reis Amaro e os seus alunos nos anos 70 estão verdejantes. O espaço antes frequentado apenas pelos "fidalgos" da aldeia é ocupado no verão por todo o povo que ali faz grandes churrascos em alegres convívios.
Um espaço de desporto polivalente foi construído ali mesmo na praia. Nos anos 80/90 tinha sido construída, também ali perto, uma barragem hidro-eléctrica. Este empreedimento, na altura, causou grande polémica. De um lado aqueles que achavam que iria trazer significativos proventos para a terra e no outro aqueles que achavam que iria tornar a paisagem menos bela.

## O Rio de Fráguas

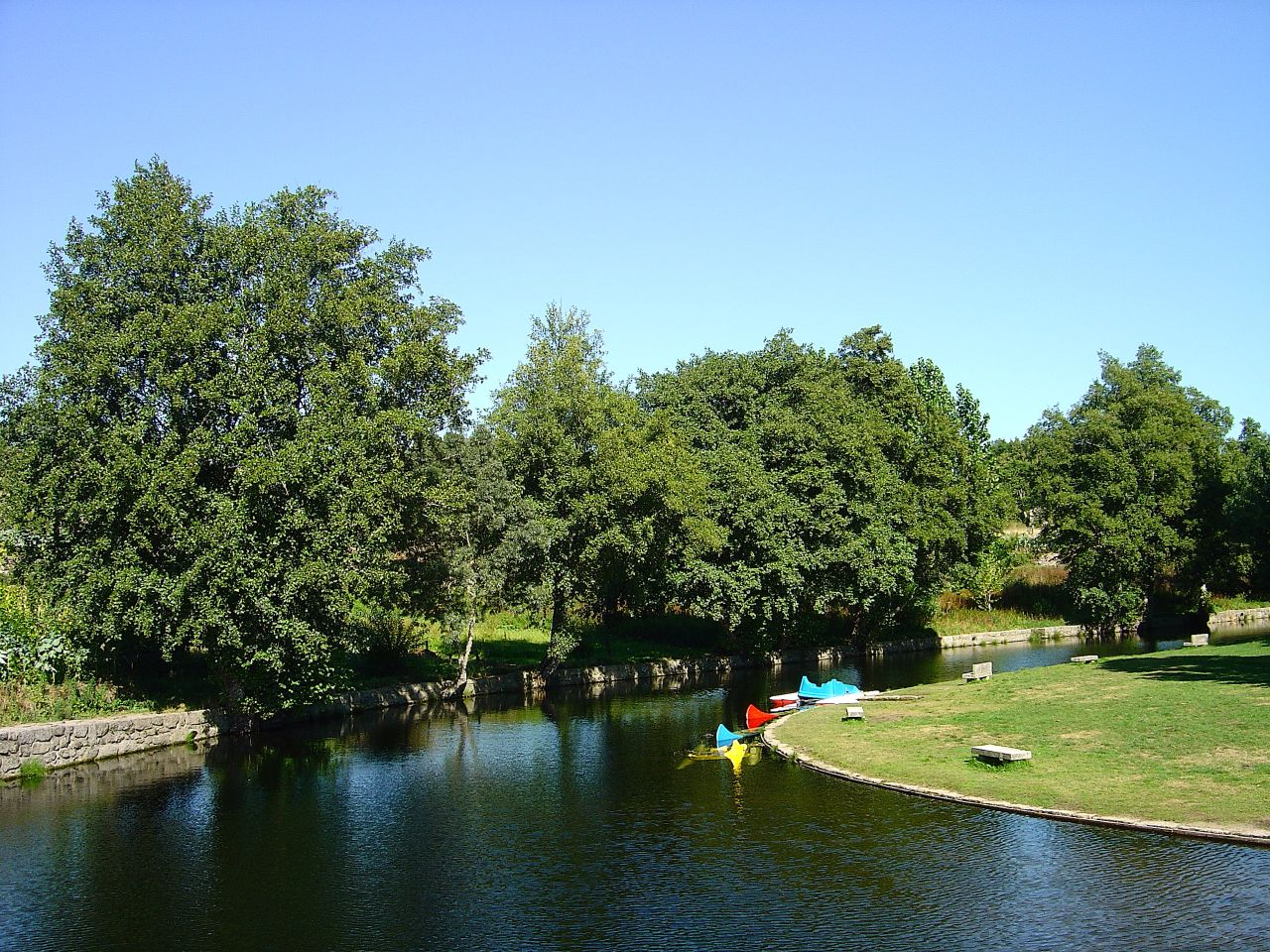
Praia Fluvial de Fráguas

O Rio Paiva, um dos menos poluídos da Europa, passa em Fráguas, na Levada do Canado. Começou lá mais atrás… passou por Segões separando este povoado da aldeia de Forles, terra natal da família de Paulo Gonzo, por Vila Nova de Paiva, pela Vila Seca, pela Levada do Conqueiro e pela Levada do Pinto. Depois do Canado, vem a Levada do Serafim que alimentava o Pizão onde se fazia o Burel para as Capas, o Poço Negro e por aí fora, até que encontra o Córrego de Galinhas na Ínsua, antes do Codeçal… Um nome muito ligado à pesca das trutas neste rio: o mítico Mário Pinto, com o seu estilo "Indiana Jones", genro da saudosa Tia Zinha, ainda hoje capaz de pescar algumas das poucas que o rio tem.

## Vida social
Nos anos 1960´s, Fráguas recebia, no verão, os Pendilhotos (naturais da vizinha aldeia de Pendilhe) que vinham ajudar na "cegada" do centeio. Quase todas as noites, os finais dos trabalhos resultavam em espontâneos bailaricos ao som de um "realejo" (gaita de beiços), uma harmónica da marca alemã Hohner, modelo "Fado Portuguez" tocado com mestria por um dos ceifeiros que, ao mesmo tempo que tocava, também dançava.
Salvo nesta época, os bailaricos aconteciam, geralmente no Largo da Capela, apenas aos Domingos. Nos anos 70, alguns emigrantes ou alguns "fidalgos" começam a ter gira-discos. Com alguns discos portugueses, onde sobressaíam os do Conjunto Maria Albertina ou do Conjunto António Mafra, e alguns discos franceses, onde se destacavam os de Joe Dassin ou Dalida, faziam-se ali grandes convívios que muitas vezes redundaram em duradouros e felizes casamentos.
Um baile abrilhantado por um acordeonista era, contudo, muito mais apreciado por aqueles que ainda não se deixavam influenciar pelas "modernices". Nos anos 60 e 70, "Tostão" foi um destes músicos que mais foi admirado pelos Fraguenses.
Não havendo música instrumental, dançar às "modas" era também muito apreciado e participado por todos.
Cantar o Fado à desgarrada, muitas das vezes nas "vendas", aos Domingos, só com homens, depois de algum excesso de álcool, tornava-se um evento bastante apreciado pelos Fraguenses. Destacou-se nesta época o saudoso "Casaca".

## Vida agrícola
Em Fráguas, todas as famílias possuem terras. No entanto, as propriedades desta aldeia, são, em geral, pouco propícias a uma agricultura rentável. O terreno é muito acidentado e está dividido em parcelas muito pequenas, não permitindo a mecanização agrícola. No entanto, graças ao canal de irrigação com origem na Levada do Concelho, existem terrenos bastante férteis, próximos da povoação, onde é possível cultivar produtos hortícolas de qualidade, tais como batatas, feijão, nabos, cenouras, couves, usados na alimentação diária dos Fraguenses.
Antes do surto emigratório dos anos 60 e 70, havia muitas famílias que possuíam vacas, geralmente uma parelha. Estas eram utilizadas para puxarem um carro, feito em madeira, com estadulhos ou uma sebe, que era utilizado para o transporte de bens ou materiais diversos. As vacas puxavam também arados e grades no cultivo das terras, principalmente na sementeira, plantação, ou colheita, do centeio, da batata e do milho.

## Aspectos culturais
A região onde se insere Fráguas está descrita em alguns livros de Aquilino Ribeiro que viveu em Soutosa, uma aldeia da freguesia de Peva, concelho de Moimenta da Beira. No livro "Malhadinhas", o personagem principal é de Barrelas, o antigo nome de Vila Nova de Paiva, que dista de Fráguas apenas 4 quilómetros.
Ainda no que diz respeito à Literatura, Fráguas está muito ligada a um outro escritor: Joaquim Rodrigues da Cunha que foi pároco desta freguesia nos anos 60 e 70. As opiniões dos Fraguenses sobre esta figura não são coincidentes. Enquanto uns o descrevem como tendo um nível inteletual superior, como sendo uma boa pessoa, muito preocupado com os seus paroquianos,  outros descrevem-no como distante, altivo, ultra conservador ou fundamentalista nos princípios religiosos.

## Os emigrantes de Fráguas
Nos anos 60 e 70, os habitantes de Fráguas emigraram sobretudo para França. Em menor número emigraram também para a Alemanha e Canadá. Em França, a maior parte vive na região de Paris, em Les Ulis e em Orsay Ville. Outros, em número mais reduzido, vivem na região de Pau, Amiens e Marignier.

## Aspectos religiosos
A população de Fráguas é muito religiosa. O padroeiro da aldeia é São Pelágio.
Muitos Fraguenses ainda hoje se deslocam à Nossa Senhora da Lapa, um Santuário localizado em Quintela, Sernancelhe. Nos anos 60, deslocavam-se ali a pé, atravessando os campos em corta-mato, em romarias festivas.
A Nossa Senhora dos Remédios, em Lamego era também uma romaria muito frequentada por muitos Fraguenses.

## Aspectos históricos
Em 1128, D. Teresa, mãe de D. Afonso Henriques, nomeou numa carta de couto à povoação de Fráguas (Frávegas), que por muito tempo ficou a chamar-se "Couto de Frávegas". Barrelas, a atual Vila Nova de Paiva (sede de concelho) também fazia parte desta área.
Segundo é relatado pelos Fraguenses, vindo a ser contado, provavelmente, de geração em geração, António I de Portugal Prior do Crato (D. António, Prior do Crato), permaneceu clandestino em Fráguas. Assim, António I de Portugal, conhecido pelo pelo cognome de O Prior do Crato, lutador pela recuperação da independência de Portugal, filho do Infante D. Luís e neto de D. Manuel I, pretendente ao trono durante a crise sucessória de 1580, terá estado refugiado nesta freguesia durante algum tempo.

## Património
- Pelourinho de Fráguas